# 1995

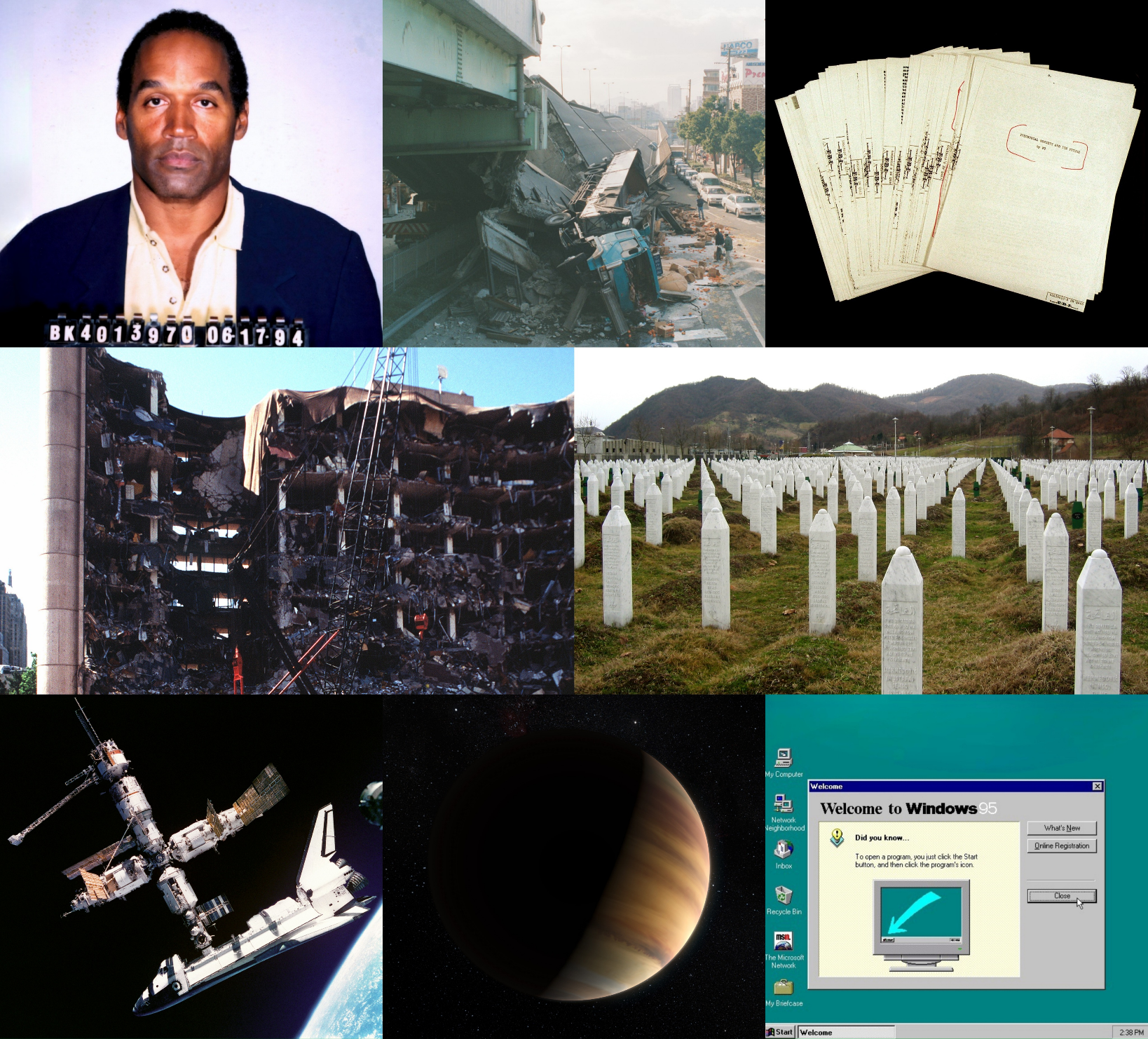
Desde la izquierda, en el sentido de las agujas del reloj: O.J. Simpson es absuelto de los asesinatos de Nicole Brown Simpson y Ronald Goldman del año anterior en el "juicio del siglo" en los Estados Unidos; El gran terremoto de Hanshin-Awaji golpea Kōbe, Japón, matando a 5000-6000 personas; El Manifiesto Unabomber se publica en varios periódicos estadounidenses; Las lápidas marcan a las víctimas de la masacre de Srebrenica cerca del final de la guerra de Bosnia; Windows 95 es lanzado por Microsoft para PC; Se descubre el primer exoplaneta, 51 Pegasi b; El transbordador espacial Atlantis se acopla a la estación espacial Mir en una muestra de cooperación entre Estados Unidos y Rusia; Atentado de Oklahoma City, matando a 168.

1995 (MCMXCV) fue un año común comenzado en domingo del calendario gregoriano. La Organización de las Naciones Unidas lo declaró «Año mundial de conmemoración de las víctimas de la Segunda Guerra Mundial» y «Año de las Naciones Unidas para la tolerancia».
Fue declarado:
- El Año del Cerdo, según el horóscopo chino.

## Acontecimientos

### Enero

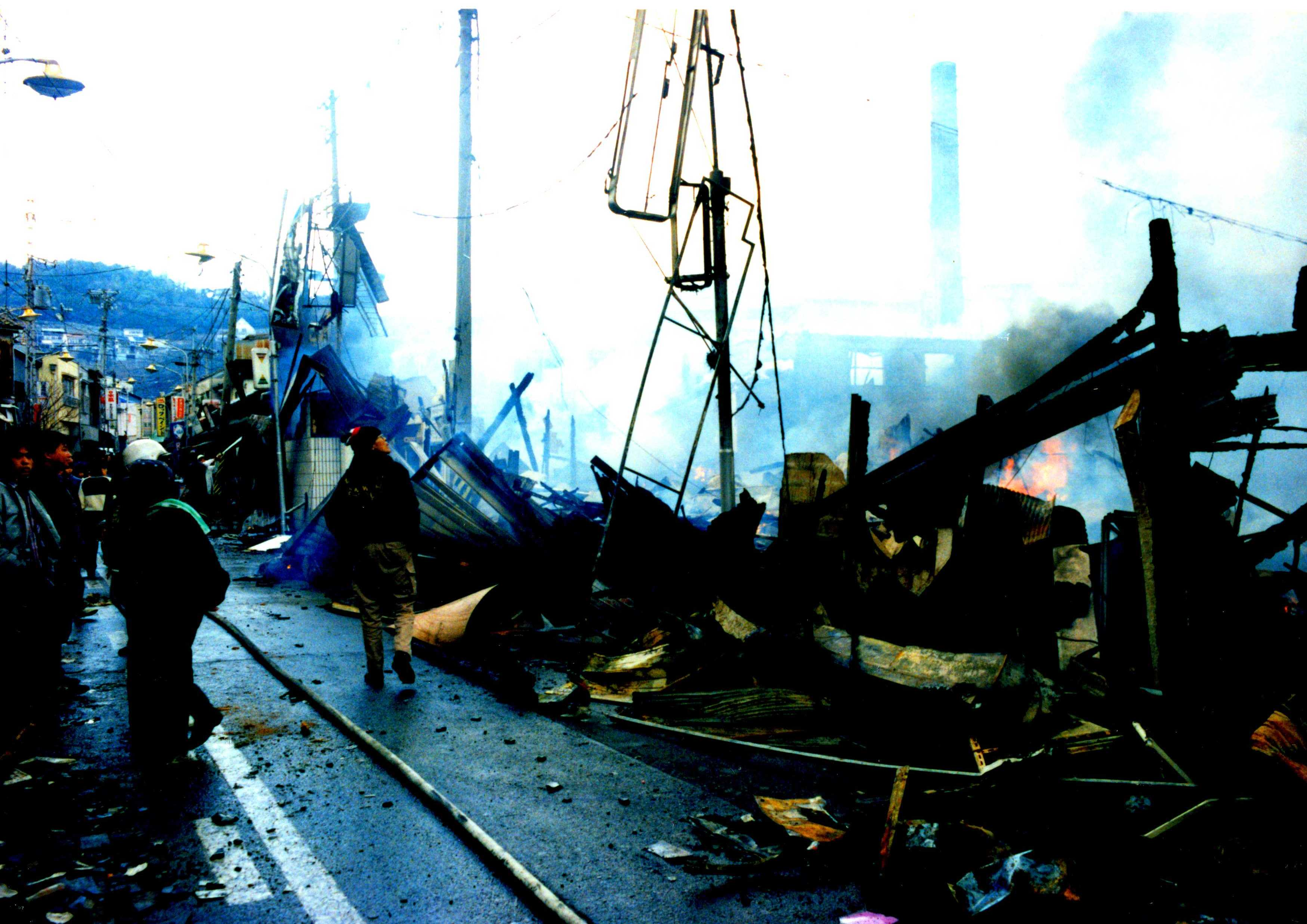
Gran terremoto de Hanshin Awaji.

- 1 de enero: en Bosnia-Herzegovina comienza un alto al fuego de cuatro meses.
  - en una operación dentro de la primera guerra chechena, tropas rusas toman Grozni.
  - es captada la primera Ola gigante con instrumentos científicos en plataforma petrolífera Draupner, en el mar del norte.
  - Austria, Finlandia y Suecia ingresan en la Unión Europea.
  - la Organización Mundial de Comercio reemplaza al GATT.
  - en Brasil, Fernando Henrique Cardoso se convierte en presidente por primera vez.
- 6 de enero: en Putumayo (Colombia) comienza una movilización de campesinos en protesta por la orden gubernamental de la erradicación de los cultivos ilícitos de coca.
  - comienza la 2.ª edición de la Copa FIFA Confederaciones 1995 por segunda vez en Arabia Saudita.
- 7 de enero: la ciudad de Grozni (Chechenia) es bombardeada por el Ejército ruso. Se incendia el palacio presidencial.
  - en Pakistán, el DSS (Servicio de Seguridad Diplomática) de los Estados Unidos captura a Ramzi Yousef.
- 10 de enero: Jimmy Carter (expresidente de Estados Unidos) y Juan Carlos I (rey de España) obtienen el «Premio de la Paz» de la UNESCO.
- 11 de enero: el vuelo 256 de Intercontinental de Aviación que volaba de Bogotá a Cartagena se estrelló en una ciénaga cerca de María La Baja, en Bolívar: fallecen 51 ocupantes a bordo y sobrevive una niña llamada Erika Delgado.
- 13 de enero: en Bilbao, la banda terrorista ETA asesina a un agente de policía.
  - en Riad (Arabia Saudita) Finaliza la segunda edición de Copa FIFA Confederaciones donde Dinamarca se convierte en campeón al derrotar 2-0 a Argentina.
- 17 de enero: en Kōbe (Japón) se registra un terremoto de 6,9 que deja más de 6400 muertos.
- 19 de enero: fallece en accidente de tránsito la cantante colombiana Patricia Teherán.
- 25 de enero: un equívoco pone a Rusia en prealerta general al detectar un cohete noruego lanzado en pruebas.
- 26 de enero: los Gobiernos de Ecuador y Perú inician la guerra del Cenepa.

### Febrero
- 1 de febrero: en un hotel del Reino Unido, desaparece misteriosamente a los 27 años el guitarrista de Manic Street Preachers, Richey James Edwards.
- 2 de febrero: el Consejo de Europa aprueba el Convenio Europeo de Bioética, primer instrumento de investigación en los campos médico y científico.
- 3 de febrero: se recuperan las obras de Picasso y Braque robadas de un museo de Estocolmo en 1993.
- 6 de febrero: la tenista Arancha Sánchez Vicario se convierte en la primera española que encabeza la lista de las mejores tenistas del mundo (WTA).
- 8 de febrero: un terremoto de 6,4 sacude el departamento de Chocó, en Colombia, dejando un saldo de 42 muertos y 400 heridos.
- 9 de febrero: Jordania confirma la retirada israelí del territorio jordano ocupado desde 1967 en el sur del valle de Araba.
- 15 de febrero: en Carolina del Norte (Estados Unidos) el FBI encarcela al prófugo cracker Kevin Mitnick.
- 18 de febrero: en San Francisco (Estados Unidos) se inaugura el nuevo edificio del Museo de Arte Moderno de San Francisco, diseñado por el arquitecto Mario Botta.
- 21 de febrero: en Argel un motín en la prisión de Serkadji se salda con 96 presos y 4 vigilantes muertos.
- 24 de febrero: en Chipre se registra un terremoto de 5,9 que deja dos muertos y 5 heridos.
- 28 de febrero: en México, es detenido por la Procuraduría General de la República, Raúl Salinas, hermano del expresidente Carlos Salinas.

### Marzo
- 1 de marzo: en Somalia, las Naciones Unidas ponen fin a su fallida misión de paz de dos años.; Julio María Sanguinetti asume la presidencia de Uruguay por segunda vez.
- 12 de marzo al 26 de marzo: en Mar del Plata, Argentina se llevan a cabo los Juegos Panamericanos de 1995
- 14 de marzo y 22 de febrero: se aprueban los estatutos de autonomía para las ciudades autónomas de Ceuta y Melilla (en España), antes pertenecientes respectivamente las provincias de Cádiz y Málaga y, por tanto, a la comunidad autónoma de Andalucía.
- 15 de marzo: Muere Carlos Menem Jr. tras estrellarse el helicóptero en el que volaba junto al piloto Silvio Oltra.
- 18 de marzo: se casa en Sevilla la hija mayor de los reyes de España, la infanta Doña Elena con el aristócrata navarro Jaime de Marichalar.
- 20 de marzo: en Tokio Japón, miembros de la secta religiosa Aum Shinrikyo liberan gas sarín en cinco estaciones de metro, matando a 13 personas e hiriendo 5510 (Atentado en el Metro de Tokio).
- 25 de marzo: en la Ciudad del Vaticano el papa Juan Pablo II publica su undécima encíclica, Evangelium Vitae.
- 26 de marzo: muere el rapero Eazy-E.
- 31 de marzo: en Corpus Christi, los Estados Unidos, muere asesinada la cantante mexicano-estadounidense Selena por la presidenta de su club de fanes, Yolanda Saldívar.

### Abril
- 1 de abril: el presidente de Ucrania Leonid Kuchma pone bajo su control el gobierno de Crimea tras abolir su Constitución y deponer al dirigente de la república autónoma, Yuri Meshkov.
- 1 de abril: en Filipinas, los reyes de España Juan Carlos y Sofía llegan a Manila, en la primera visita oficial de unos monarcas españoles al país asiático desde la independencia.
- 1 de abril: en Orlando (Florida) abre el parque acuático Disney's Blizzard Beach en Walt Disney World Resort.
- 9 de abril: en las elecciones generales de Perú, Alberto Fujimori es escogido como presidente electo imponiéndose con el 64% sobre el diplomático Javier Pérez de Cuéllar.
- 10 de abril: el expresidente mexicano Carlos Salinas huye de México a raíz de la detención de su hermano Raúl.
- 13 de abril: comienza la 10ª edición de la Copa Mundial de Fútbol Sub-20 de 1995 por primera vez en Catar.
- 13 de abril: en el estado de Texas se registra un terremoto de 5,7 que deja dos heridos leves.
- 16 de abril: en Pakistán es asesinado a tiros un niño de doce años Iqbal Masih, quien luego fue recordado como símbolo de la lucha contra la esclavitud infantil.
- 19 de abril: en Oklahoma City (Estados Unidos), Timothy McVeigh perpetra un ataque terrorista que deja como resultado 168 muertos.
- 28 de abril: en Doha (Catar) finaliza el Mundial sub-20 donde se revive el clásico sudamericano en la final y Argentina es campeona del mundo por segunda vez de esta categoría al vencer 0-2 a su eterno rival en todas las categorías Brasil, sacando la revancha también de la final del mundial de 1983.

### Mayo
- 1 de mayo: cerca de Tarragona (España) se inaugura el parque de atracciones Port Aventura.
- 4 de mayo: el aborto se vuelve legal en Guayana.
- 6 de mayo: El partido democrático gana las elecciones bajó el lema "È il sole di oggi, è il sole di domani, fratelli dobbiamo vincere" (Es el sol de hoy, es el sol de mañana, hermanos debemos de ganar), en Italia.
- 7 de mayo: en el camino que une Ensenada y Puerto Varas (en Chile) ocurre la Tragedia del Estero Minte, donde mueren 27 personas y solo una sobrevive.
- 10 de mayo: el Real Zaragoza gana su única Recopa de Europa.
- 13 de mayo: en Dublín (Irlanda) se celebra la XL Edición de Eurovisión. El tema de Noruega, "Nocturne" de la banda Secret Garden, es el vencedor.
- 13 de mayo: Un terremoto de 6,6 sacude Grecia dejando varios heridos y millones de dólares en daños.
- 14 de mayo: el dalái lama proclama al niño Gedhun Choekyi Nyima, de 6 años de edad, como la undécima reencarnación del Panchen Lama.
- 16 de mayo: en Granada (España) se inaugura el Estadio Nuevo Los Cármenes.
- 17 de mayo: en las calles de San Diego, (California), la policía mata al veterano estadounidense Shawn Nelson, quien causó un caos con un tanque de guerra robado.
- 24 de mayo: en Lima (Perú), un atentado con coche bomba destruye las instalaciones del hotel María Angola.[2]
- 25 de mayo: Juan Pablo II publica su duodécima encíclica, Ut Unum Sint.
- 27 de mayo: en Culpeper, Virginia, el actor Christopher Reeve sufre un grave accidente en una exhibición de equitación, lo cual lo deja paralítico durante el resto de su vida.
- 27 de mayo: El Grupo Musical Colombiano Bananas es encarcelado en el Aeropuerto Internacional Ernesto Cortissoz de Barranquilla, por llevar coca en sus instrumentos.
- 28 de mayo: en España se celebran elecciones municipales.
  - la ciudad rusa de Neftegorsk es destruida por un terremoto de 7,1 que deja un saldo de 1989 muertos.

### Junio
- 6 de junio: en Italia es nombrado como tal el parque nacional del Vesubio.
- 9 de junio: en Colombia, es capturado por el Bloque de Búsqueda de la Policía Gilberto Rodríguez Orejuela, fundador del Cartel de Cali.
- 14 de junio: un grupo de 80 a 150 guerrilleros chechenos atacan la ciudad rusa de Budiónnovsk, a unos 110 kilómetros al norte de la frontera de la república rusa de Chechenia.
- 15 de junio: Un terremoto de 6,5 sacude Grecia dejando 26 muertos y 200 heridos.
- 16 de junio en Budapest (Hungría), el Comité Olímpico Internacional (COI) elige a Salt Lake City sede de los Juegos Olímpicos de Invierno de 2002.
- 19 de junio: El cantante mexicano Juan Gabriel publíca su álbum El México que se nos fue.
- 20 de junio: Michael Jackson lanza su noveno álbum de estudio: HIStory: Past, Present and Future, Book I
- 22 de junio: en (Japón), un hombre que se hacía llamar "Fujio Kujimi" secuestró el vuelo 857 de ANA que aterrizó en Hokkaidō, donde la policía tomó el avión y arrestaron al presunto secuestrador.
- 23 de junio: se da por finalizada la guerra de Angola.
- 23 de junio: cinco personas mueren y ocho son heridas durante la toma de rehenes después conocida como la Tragedia de San Román, Caracas, Venezuela.
- 25 de junio: una gran erupción del volcán Soufriere Hills, en la isla caribeña de Montserrat, produce 19 muertos.
- 27 de junio: en Addis Abeba, comandos sudaneses realizan un atentado fallido contra Hosni Mubarak, presidente de Egipto.
- 27 de junio: en Costa Rica se produce el cierre técnico del ferrocarril para aumentar el transporte de carga por carretera.
- 28 de junio: en el estado mexicano de Guerrero, la policía asesina a 17 campesinos que se dirigían a un mitin político en Atoyac de Álvarez (Masacre de Aguas Blancas).
- 29 de junio: en Seúl, (Corea del Sur) se produce un derrumbe en el edificio de las Tiendas Sampoong: mueren 502 personas y otras 937 resultaron heridas a causa de una falla en la estructura.

### Julio
- 5 de julio: en Uruguay, se realiza la 37.ª edición de la Copa América 1995.
- 6 de julio: se funda la empresa Newgrounds.
- 8 de julio: en Buenos Aires (Argentina), Carlos Menem asume su segundo mandato como presidente.
- 10 de julio: en la Ciudad de México un helicóptero de Televisa cae en plena calle, mueren 3 personas de ellas una muere de infarto y sobrevive el periodista Eduardo Salazar.
- 11 de julio: en Srebrenica (Bosnia), tropas serbias asesinan a más de 8000 civiles bosnios, entre ellos ancianos y niños.
- 12 de julio: un terremoto de 7,3 sacude la frontera entre Birmania y China dejando 11 muertos y 136 heridos.
- 13 de julio: docenas de ciudades, principalmente Chicago y Milwaukee, alcanzan récords históricos de temperatura. Cientos de personas, en estas ciudades y otras, fallecen cuando la ola de calor alcanza su punto más álgido.
- 17 de julio: fallece el expiloto argentino Juan Manuel Fangio.
- 23 de julio: en Montevideo (Uruguay) Termina la Copa América y la Selección Uruguaya Consigue su 14.º Título de Copa América tras vencer por penales 5-3 a la Selección Brasileña.
- 28 de julio: en Perú, Alberto Fujimori se convierte por segunda vez en presidente.
- 30 de julio: Un terremoto de 8,0 sacude la Región de Antofagasta en Chile, siendo afectada por un tsunami, con 3 fallecidos, 59 heridos y más de 1700 millones de dólares en daños.

### Agosto
- 3 de agosto: en Ecuador, se realiza el 3.er Campeonato Mundial Sub-17 por la Copa FIFA/JVC-Ecuador 1995.
- 6 de agosto: en Colombia, el Bloque de Búsqueda de la policía captura a Miguel Rodríguez Orejuela, hermano de Gilberto Rodríguez Orejuela y el segundo al mando del Cártel de Cali.
- 9 de agosto: el avión 901 de la compañía Aviateca se estrella contra el volcán Chichotepec, en San Vicente, El Salvador dejando un saldo fatal de 65 víctimas.
- 18 de agosto: el grupo mexicano de rock Caifanes, ofrece su primer concierto de transición a 1 año antes de retirarse.
  - el grupo español Héroes del silencio ofrece su último concierto de despedida antes de desintegrarse.
  - El grupo de pop mexicano Magneto se retira de los escenarios y ofrece su último concierto de despedida; antes de retirarse luego de 12 años de carrera artística.
  - Surgen los grupos mexicanos de pop Kairo y Mercurio.
- 20 de agosto: en Guayaquil (Ecuador) Termina el Campeonato Mundial Sub-17 y la Selección Ghanesa Sub-17 Consigue su segundo Título del Campeonato Mundial Sub-17 tras vencer 3-2 a la Selección Brasileña Sub-17.
- 24 de agosto: en Estados Unidos, Microsoft crea el sistema operativo Windows 95, junto con el navegador web Internet Explorer, considerado como el primer sistema avanzado en tecnología.

### Septiembre
- 5 de septiembre: se realiza en el atolón de Mururoa la primera de las seis pruebas nucleares previstas por parte de Francia, y que hará que la gente se manifieste en contra de ellas.
- 7 de septiembre: en Inglaterra en un partido amistoso entre las selecciones de Colombia e Inglaterra en Wembley René Higuita hace la famosa atajada del 'Escorpión' en un partido oficial, la había hecho antes en un comercial de agua en polvo en su país natal 6 años atrás
- 12 de septiembre: el cantante puertorriqueño Ricky Martin, lanza al mercado su tercer álbum de estudio A medio vivir.
- 14 de septiembre: en México se registra un terremoto de 7,4 con epicentro en Ometepec, Guerrero, dejando un saldo de 3 muertos y 5000 damnificados.
- 16 de septiembre: en Ciudad de México, en el marco de la celebración del 185.º (centésimo octogésimo quinto) aniversario de la independencia de México, dos aviones colisionan durante un desfile aéreo.
- 25 de septiembre: en México, tras 15 años de transmisión finaliza el programa humorístico "Chespirito". Finalizando así a 27 años de todo un proyecto televisivo que iniciara en 1968 con "Los Supergenios de la Mesa Cuadrada" seguido 2 años después en 1970 con la primera fase del ya mencionado programa.

### Octubre
- 1 de octubre: en Turquía, un terremoto de 6,1 deja 90 muertos y 200 heridos.
- 4 de octubre: En Japón, se emite el primer episodio de la serie Neon Genesis Evangelion.
- 5 de octubre: en Bosnia, el enviado estadounidense Richard Holbrooke pacta un alto al fuego entre los frentes.
- 7 de octubre: en la isla indonesia de Sumatra se registra un terremoto de 7,0 que deja un saldo de 100 muertos.
- 9 de octubre: en México se registra un terremoto de 8,0 con epicentro en Manzanillo, Colima. Siendo el más fuerte en la historia del estado de Colima y hasta antes de 2003, 2012 y 2017 el más fuerte desde los terremotos de 1932 y 1985 con magnitudes de 8,2 en 1932 y 8,1 en 1985. Este terremoto deja 58 muertos y daños graves en los lugares más cercanos al epicentro, de igual forma provoca un tsunami con olas que alcanzaron hasta un máximo de 5,1 metros de altura sin dejar algún tipo de nuevos daños.[3]
- 15 de octubre: en Irak, Sadam Huseín es reelegido presidente en un referéndum.
- 16 de octubre: en Palma de Mallorca (España) se celebra por primera vez un juicio con jurado popular con carácter experimental.
- 20 de octubre: en el estado de Chiapas se registra un terremoto de 7,2 que deja 70 heridos.
- 22 de octubre: el presidente de Estados Unidos Bill Clinton inaugura los actos conmemorativos del cincuentenario de la ONU con la condena a Irán, Irak, Libia y Sudán por apoyar el terrorismo.
- 24 de octubre: un terremoto de 6,2 sacude el condado chino de Wuding dejando un saldo de 53 muertos y 13 900 heridos.
- 25 de octubre: en Broadway se estrena el musical Victor/Victoria, protagonizado por Julie Andrews.
- 27 de octubre: en Chile se inician las transmisiones de Duna FM.
- 28 de octubre: Un incendio de varios vagones del metro de Bakú se cobra la vida de 289 personas y otras 270 resultan heridas.
- 29 de octubre: En Nicaragua, Se Funda El Canal De Televisión 100% Noticias.
- 30 de octubre: en la provincia canadiense de Quebec gana el "no" en un referéndum por la independencia de esta región, por 54 000 votos y un 50,4% de votos.

### Noviembre
- 1 de noviembre: comienza la conferencia de Dayton.
- 2 de noviembre: en una calle cerca de las instalaciones de la Universidad Sergio Arboleda, en el norte de Bogotá (Colombia), es asesinado el político Álvaro Gómez Hurtado.
- 3 de noviembre: en la fábrica militar de Río Tercero (Argentina) ocurren una serie de explosiones, con el fin de ocultar las pruebas del tráfico de armas que el presidente Carlos Saúl Menem realizó con Ecuador. Mueren 7 personas y resultan heridas más de 300. En años siguientes resultará procesado como cómplice el presidente Menem.
- 4 de noviembre: en Tel Aviv es asesinado el primer ministro israelí Isaac Rabin.
- 6 de noviembre: el grupo británico Queen publica el álbum póstumo Made In Heaven vendiendo 20 millones de copias, el último de su discografía con su vocalista Freddie Mercury, fallecido en 1991.
- 9 de noviembre: en Quito (Ecuador) es coronada Miss Ecuador la quiteña Mónica Chalá otorgándole la primera corona a la primera mujer afroecuatoriana en la Historia del país.
- 11 de noviembre: 
  - en Bilbao (España) se inaugura el metro.
  - en San Bernardino (Paraguay) se celebra la XXIV Edición del Festival OTI. El tema de España, "Eres mi debilidad" de Marcos Llunas, es el vencedor.
- 12 de noviembre: una avalancha en el monte Everest mata a 26 personas, 13 de ellas de nacionalidad japonesa.[4]
  - En Guatemala se celebran las elecciones generales.

- 22 de noviembre:
  - Se estrena en los cines de Estados Unidos la película Toy Story de Pixar, siendo la primera cinta animada hecha completamente con tecnología de Imagen generada por computadora (o CGI).
  - Un terremoto de 7,3 sacude el Golfo de Áqaba dejando 12 fallecidos y 69 heridos.
- 18 de noviembre: la venezolana Jacqueline Aguilera, es coronada Miss Mundo otorgándole la quinta corona a Venezuela.
- 24 de noviembre: en España, El Corte Inglés compra Galerías Preciados por su situación de suspensión de pagos.
- 30 de noviembre: en Medellín (Colombia) se inaugura el metro.

### Diciembre
- 7 de diciembre: La sonda atmosférica de la misión Galileo penetra en la atmósfera de Júpiter.
- 8 de diciembre: En París (Francia), Jean-Dominique Bauby (1952-1997), editor de la revista Elle, experimenta un ataque cerebrovascular que lo dejará paralizado el resto de su vida, y lo llevará a escribir su autobiografía.
- 10 de diciembre: En el Gran Buenos Aires, Argentina, comienzan a funcionar como entidades municipales los Partidos de San Miguel, José C Paz y Malvinas Argentinas por Ley Provincial 11 551 de la provincia de Buenos Aires a partir de la división del anterior partido de General Sarmiento.
- 14 de diciembre: En el marco de la guerra de Bosnia se firma el acuerdo de paz.
- 15 de diciembre: En Madrid, los Estados miembros de la Unión Europea acuerdan la creación de una moneda común europea, el euro.
- 15 de diciembre: El TJUE concreta el Caso Bosman, la cual ahora se le permitiría a los futbolistas profesionales mudarse entre clubes de los países miembros de la Unión Europea sin tener que pagar fianzas a sus clubes anteriores o de origen.
- 20 de diciembre: En un cerro cerca del pueblo de Buga (Colombia) se estrella un Boeing 757 de American Airlines que volaba de Miami (Estados Unidos) a Cali (Colombia). Mueren 159 pasajeros y sobreviven 4 y un perro.
- 31 de diciembre: En Argentina y Brasil, Ford y Volkswagen disuelven su sociedad llamada Autolatina, y vuelven a trabajar por separado.

## Arte y literatura
- 6 de enero: Ignacio Carrión Hernández obtiene el premio Nadal por su novela Cruzar el Danubio.
- Octavio Paz: Vislumbres de la India.
- Arturo Pérez-Reverte:
  - Cachito (un asunto de honor).
  - La piel del tambor.
  - Obra breve (relatos y artículos).
- Philip Pullman: Luces del norte.
- José Saramago: Ensayo sobre la ceguera.

## Ciencia y tecnología

### Medicina
- Robert Gallo identifica inhibidores naturales en las células humanas capaces de ralentizar la progresión del VIH (el virus causante del sida).
- Joan Massagué y Carlos Cordón-Cardó descubren la oncoproteína p27.
- Se identifica el gen de la ataxia telangiectasia.1995

### Videojuegos
- 1 de enero: Takara y Sony Interactive Entertainment en colaboración con Tamsoft lanzan el primer videojuego para PlayStation: Battle Arena Toshinden.
- 16 de febrero: Sega lanza el videojuego Ristar para las consolas Mega Drive/Sega Genesis y Sega Game Gear.
- 10 de marzo: Midway Games lanza el videojuego Mortal Kombat 3 para Arcade.
- 21 de marzo: Nintendo y HAL Laboratory saca a la venta el videojuego Kirby's Dream Land 2 para Game Boy.
- 24 de marzo: Capcom lanza Mega Man 7 para Super Nintendo.
- 27 de marzo: Aparece en Japón el videojuego para Arcade Fatal Fury 3: Road to the Final Victory de SNK.
- 25 de marzo: Nintendo y HAL Laboratory saca a la venta Kirby's Avalanche para la consola Super Nintendo.
- 21 de abril: Sega lanza Knuckles' Chaotix para el periférico 32X, es el único videojuego de la franquicia de Sonic en ser protagonizado por el personaje Knuckles the Echidna.
- 11 de mayo:
  - Se lleva a cabo el primera convención Electronic Entertainment Expo 1995, más conocido como E3.
  - Sega de sorpresa anuncia el lanzamiento inmediato de la consola Sega Saturn en Estados Unidos.
  - Sony anuncia el lanzamiento de su consola PlayStation en América a solo $299 dólares.
- 5 de junio: Capcom lanza el videojuego Street Fighter Alpha: Warrior's Dreams para Arcade.
- 26 de junio: Nintendo saca a la venta Donkey Kong Land.
- 21 de julio:
  - Konami saca a la venta el videojuego Castlevania: Dracula X para Super Nintendo.
  - Nintendo lanza al mercado la consola Virtual Boy, la consola peor vendida en la historia de Nintendo, durando solo unos meses en el mercado antes de su descontinuación, fue lanzada solo en Japón y América.
- 1 de agosto: Nintendo saca a la venta el videojuego Super Mario World 2: Yoshi's Island para Super Nintendo.
- 3 de agosto: Namco lanza Tekken 2 para Arcade.
- 14 de agosto: Nintendo of America y Nintendo Europa anuncian la descontinuación de la consola Nintendo Entertainment System, no obstante, aún se podrían dar mantenimiento oficial hasta el año siguiente.
- 9 de septiembre:
  - Sony saca a la venta la consola PlayStation en Estados Unidos.
  - Ubisoft y Ludimedia saca a la venta el videojuego Rayman para Atari Jaguar, PlayStation y Sega Saturn.
- 24 de octubre: Capcom lanza el videojuego Marvel Super Heroes para Arcade CPS2 que posteriormente sería lanzado para PlayStation y Sega Saturn en 1997.
- 5 de noviembre: Sony Interactive Studios America saca a la venta el videojuego Twisted Metal para la consola PlayStation.
- 6 de noviembre: Midway Games lanza Ultimate Mortal Kombat 3 para Arcade, además de ser una versión actualizada de Mortal Kombat 3.
- 21 de noviembre: Nintendo y Rare lanza el videojuego Donkey Kong Country 2: Diddy's Kong Quest para el Super Nintendo.
- 22 de noviembre:
  - Disney Interactive Studios en colaboración con Traveller's Tales lanzan el videojuego de Toy Story para Mega Drive/Sega Genesis, basado en la película homónima, sería lanzado para Super Nintendo el mes siguiente y una versión para Game Boy y Windows 95 el año siguiente.
  - Nintendo realiza el evento Nintendo Space World en Japón, donde presenta formalmente al público su próxima consola, el Nintendo 64, también se presentan fases tempranas de algunos videojuegos planeados para el sistema, entre ellos, la versión beta del revolucionario Super Mario 64 que es posible jugar en el evento.
- 21 de diciembre: SNK lanza su videojuego Real Bout Fatal Fury para Arcade.

### Astronomía
- En el Observatorio de Ginebra (Suiza), los astrónomos Michel Mayor y Didier Queloz descubren 51 Pegasi b, el primer planeta extrasolar descubierto orbitando una estrella de la secuencia principal.

## Deporte

### Fútbol
- Balón de Oro: El liberiano George Weah, del AC Milan, es designado mejor jugador del Mundo del año por la revista France Football. Este es el primer año en optar al premio cualquier jugador no nacido en Europa, bajo la condición de participar en una liga europea.
- Copa Conmebol: Rosario Central se consagra campeón.
- Copa Libertadores de América: Grêmio se consagra campeón.
- Campeonato Brasileño de Serie A: Botafogo se consagra campeón tras vencer a Santos por un marcador global de 3-2
- Campeonato Brasileño de Serie B: Atlético Paranaense se consagra campeón
- Campeonato Chileno: Universidad de Chile campeón.
- Segunda división chilena: Santiago Wanderers campeón.
- Tercera división chilena: Magallanes campeón.
- Copa Chile: Universidad Católica campeón.
- Audax Italiano: asciende a primera división del fútbol chileno tras casi 10 años en «Segunda División».
- Fútbol Profesional Colombiano (Categoría Primera A): Junior campeón.
- Fútbol Profesional Colombiano (Categoría Primera B): Atlético Bucaramanga campeón.
- Serie A de Ecuador: Barcelona campeón.
- Serie B de Ecuador: Deportivo Cuenca campeón.
- Segunda Categoría de Ecuador: Imbabura campeón.
- Liga Mexicana: El Necaxa consigue el campeonato profesional de la temporada 1994-95 tras vencer en la final al Cruz Azul, además de conquistar el Campeón de Campeones, siendo campeón de liga y copa.
- Primera División 'A' Mexicana: El Atlético Celaya consigue el campeonato profesional de la temporada 1994-95.
- Primera División de Paraguay: Club Olimpia campeón.
- Liga Peruana: Sporting Cristal campeón.
- Segunda División Profesional: Guardia Republicana campeón.
- Copa Perú: La Loretana campeón.
- Primera División de Venezuela: Caracas FC campeón.
- Segunda División de Venezuela: Universidad de Los Andes campeón.
- Liga de Campeones de la UEFA: el Ajax Ámsterdam, campeón de Europa, tras vencer al AC Milan en la final disputada en Viena.
- Recopa de Europa: el Real Zaragoza le gana al Arsenal (Inglaterra) por 2 a 1, gracias a un gol de Nayim (desde 50 m) en la prórroga cuando restaban 20 segundos para pasar a la tanda de penaltis.
- Copa de la UEFA: El Parma italiano campeón.
- Liga Española: El Real Madrid se proclama campeón dirigido por Jorge Valdano. Esta misma temporada el chileno Iván Zamorano obtiene el trofeo Pichichi, otorgado al máximo goleador del campeonato. Aragonés ficha como entrenador en el Valencia F.C.
- Copa del Rey: Deportivo de la Coruña campeón.
- Copa Intercontinental: Ajax Ámsterdam campeón.
- El Club Atlético San Lorenzo de Almagro se consagra campeón del Torneo Clausura en el fútbol argentino.
- El Club Atlético Vélez Sarsfield se consagra campeón del Torneo Apertura en el fútbol argentino.
- El Estudiantes de La Plata se consagra campeón del Nacional B en el fútbol argentino
- El Club Atlético Atlanta se consagra campeón de la B Metropolitana en el fútbol argentino
- El Club Atlético Temperley se consagra campeón de la Primera C en el fútbol argentino
- La Asociación Social y Deportiva Justo José de Urquiza se consagra campeón de la Primera D en el fútbol argentino
- El Club Atlético Peñarol se consagra campeón del Torneo Anual en el fútbol uruguayo.
- El Club Social y Deportivo Huracán Buceo se consagra campeón del Torneo Anual de la Segunda División Profesional en el fútbol uruguayo.
- Copa América: Uruguay campeón.
- Copa Mundial de Fútbol Sub-20: Argentina campeón.
- Copa Mundial de Fútbol Sub-17: Ghana campeón.

### Fútbol Americano
- Super Bowl XXIX: San Francisco 49ers le gana a San Diego Chargers por 49-26 el día 29 de enero de 1995 por el 1994 NFL season.

### Automovilismo
- Michael Schumacher gana el campeonato mundial de Fórmula 1
- Colin McRae gana el campeonato mundial de WRC
- Jeff Gordon gana el título de NASCAR
- Jacques Villeneuve gana el título de CART
- Por primera vez en el automovilismo argentino, Juan María Traverso gana la doble corona, tanto en Turismo Carretera, como en TC2000
- Gabriel Raies gana el campeonato de Rally Argentino

### Atletismo
- Campeonato Mundial de Atletismo: Se celebra la quinta edición en Gotemburgo (Suecia).

### Baloncesto
- Liga ACB: El FC Barcelona se proclama campeón.
- Liga NBA: Los Houston Rockets se proclaman bicampeones tras vencer al Orlando Magic en tan solo cuatro juegos consecutivos.
- Copa de Europa: El Real Madrid se proclama campeón de Europa durante la Final four celebrada en Zaragoza.

### Balonmano
- El Club Deportivo Bidasoa se proclama campeón de la Copa de Europa.
- El Barcelona se proclama campeón de la Recopa de Europa.

### Ciclismo
- Miguel Induráin gana su 5.º Tour de Francia
- Laurent Jalabert gana la Vuelta ciclista a España
- Tony Rominger gana el Giro de Italia
- Campeonato mundial de ciclismo de pista, ruta y montaña

### Rodeo chileno
- Campeonato Nacional de Rodeo: René Guzmán y José Manuel Rey (Melipilla), campeones de Chile.

### Rugby
- Campeonato central de rugby chileno: Universidad Católica campeón.
- Copa Mundial de Rugby de 1995: el equipo nacional de Sudáfrica se proclama vencedor tras derrotar a Nueva Zelanda en la final. Nelson Mandela, recientemente liberado de prisión, es el espectador de lujo del evento.

### Tenis
- Wimbledon: Hombres: Pete Sampras a Boris Becker. Mujeres: Steffi Graf a Arantxa Sánchez Vicario.
- Roland Garros: Hombres: Thomas Muster a Michael Chang. Mujeres: Steffi Graf a Arantxa Sánchez Vicario.
- US Open: Hombres: Pete Sampras a Andre Agassi. Mujeres: Steffi Graf a Mónica Seles.
- Abierto de Australia: Hombres: Andre Agassi a Pete Sampras. Mujeres: Mary Pierce a Arantxa Sánchez Vicario.

- Copa Davis: Estados Unidos vence a Rusia.

## Cine

### Estrenos
- 25 de marzo: Carta de amor de Shunji Iwai.
- 7 de abril: A Goofy Movie de Kevin Lima.
- 7 de abril: Dos policías rebeldes de Michael Bay.
- 24 de mayo: Braveheart de Mel Gibson.
- 2 de junio: Los puentes de Madison, de Clint Eastwood
- 16 de junio: Pocahontas de Mike Gabriel y Eric Goldberg.
- 16 de junio: Batman Forever de Joel Schumacher.
- 30 de junio: Power Rangers: La película de Bryan Spicer.
- 19 de julio: Clueless de Amy Heckerling.
- 4 de agosto: Virtuosity, de Brett Leonard.
- 18 de agosto: Mortal Kombat, de Paul W. S. Anderson.
- 19 de agosto: Hana Yori Dango de Yasuyuki Kusuda.
- 25 de agosto: Desperado de Robert Rodriguez.
- 22 de septiembre: Showgirls de Paul Verhoeven.
- 29 de septiembre: Halloween: The Curse of Michael Myers de Joe Chappelle.
- 20 de octubre: El día de la bestia de Álex de la Iglesia.
- 17 de noviembre: GoldenEye de Martin Campbell.
- 22 de noviembre: Toy Story de John Lasseter.
- 15 de diciembre: Jumanji, de Joe Johnston
- 22 de diciembre: Balto, de Simon Wells

Todas las fechas pertenecen a los estrenos oficiales de sus países de origen, salvo que se indique lo contrario.

### Otros acontecimientos
- Surge el movimiento Dogma 95 de la mano de Thomas Vinterberg y Lars von Trier.

## Música

### Festivales
- El 13 de mayo se celebra la XL edición del Festival de la Canción de Eurovisión en Dublín.

Ganadora: El dúo Secret Garden con la canción «Nocturne» representando a Noruega.

### Acontecimientos musicales
- Intocable: Otro mundo
- 13 de junio: Se publica el primer álbum internacional de la cantante canadiente Alanis Morissette; "Jagged Little Pill" con el que alcanza fama a nivel mundial, siendo de los discos con mayores ventas.
- 2 de octubre: Se publica el segundo álbum de la banda inglesa Oasis; "(What's the Story) Morning Glory?".

### Noticias
- Fallece la cantante colombiana del vallenato Patricia Teherán a los 25 años debido a un trágico accidente automovilístico.
- Michael Jackson publica su noveno álbum de estudio HIStory: Past, Present and Future, Book I
- Tupac Shakur coloca un álbum en lo más alto de las listas estadounidenses mientras cumple condena en prisión.
- El grupo británico Dire Straits se separa.
- La banda británica The Beatles vuelve a las listas de popularidad con el tema "Free as a Bird", grabado a partir de un demo de John Lennon por sus tres compañeros. El tema abre su compilación de rarezas Anthology 1.
- Richey James Edwards, guitarrista de Manic Street Preachers, desaparece misteriosamente.
- Muere Philip Taylor Kramer, miembro de Iron Butterfly.
- La cantante estadounidense de cumbia tejana Selena es asesinada a sus 23 años de edad en un motel de Corpus Christi, Texas, dejado inconcluso su primer álbum en inglés Dreaming of you.
- Muere Shannon Hoon, vocalista de Blind Melon
- La banda de rock peruana Leusemia se reúne después de diez años de separación.
- The Cranberries, es premiado por su éxito "Zombie" como mejor canción del año por MTV.
- Se funda el grupo estadounidense System of a Down.
- Se forma el grupo mexicano Molotov.
- El músico Ritchie Blackmore, lanza después de 11 años un nuevo álbum junto a su rearmada banda Rainbow.
- El músico Taboo ingresa en la banda estadounidense Atban Klann, que cambia su nombre por The Black Eyed Peas.
- Se forma el grupo pop N'Sync.
- Tras la separación de la banda argentina Hermética, sus exintegrantes forman Malón y Almafuerte.
- El grupo estadounidense The Smashing Pumpkins publica su tercer álbum de estudio Mellon Collie and the Infinite Sadness. Debuta en el número uno de la lista Billboard 200 y sería certificado con un disco de diamante por la RIAA al alcanzar más de diez millones de discos vendidos.
- El conjunto de rock mexicano Caifanes se desintegra por cuestiones legales y personales. Se desintegraba en un punto clave de su carrera musical.

### Publicaciones
- 2Pac: Me Against the World.
- AC/DC: Ballbreaker.
- Ace of Base: The Bridge.
- Alanis Morissette: Jagged Little Pill (13 de junio).
- Alejandro Fernández: Que seas muy feliz.
- Alejandro Sanz: 3 (13 de junio).
- Aleks Syntek y la Gente Normal: Bienvenido a la vida.
- Alice in Chains: Alice in Chains.
- Almafuerte: Mundo guanaco.
- Arena Hash: Del archivo de… Arena Hash.
- At The Gates: Slaughter of the soul.
- Aterciopelados: El dorado.
- Ayumi Hamasaki: Nothing from nothing (1 de diciembre).
- Barricada: Los singles.
- Big L: Lifestylez ov da poor & dangerous
- Bill Whelan: Riverdance
- Binomio de Oro de América: Lo nuestro (6 de septiembre).
- Björk: Post.
- Black Sabbath: Forbidden
- Blind Guardian: Imaginations from the other side.
- Blink-182: Buddha.
- Blonde Redhead: Blonde redhead.
- Blonde Redhead: La mia vita violenta.
- Blur: The Great Escape.
- Bob Dylan: MTV Unplugged.
- Bobby Pulido: Desvelado.
- Bon Jovi: These Days.
- Bronco Animal
- Brujería: Raza odiada.
- B'z: Loose (22 de noviembre).
- Caitro Soto: De cajón.
- Carlos Vives: La tierra del olvido (25 de julio).
- Cucsifae: Demo
- Cucsifae: Live In Moron
- Chantal Andere: Tentaciones
- Cher: It's a Man's World.
- Celestial Season: Solar Lovers.
- Chancho en Piedra : Peor es mascar lauchas.
- Collective Soul: Collective soul.
- Daddy Yankee: No mercy.
- Death: Symbolic.
- Deftones: Adrenaline.
- Deicide: Once upon the cross.
- Diomedes Díaz: Un canto celestial.
- Dover: Sister.
- Dream Theater: A change of seasons.
- Duran Duran: Thank you.
- Eazy-E: Str8 off tha Streetz of Muthaphukkin Compton.
- Elastica: Elastica.
- El Último de la Fila: La rebelión de los hombres rana.
- Enrique Iglesias: Enrique Iglesias (25 de noviembre).
- Enya: The memory of trees.
- Eva Ayllón: 25 años, 25 éxitos.
- Erick Sermon: Double or nothing (7 de noviembre).
- Fabiana Cantilo: Sol en Cinco
- Faith No More: King for a Day... Fool for a Lifetime (28 de marzo)
- Fear Factory: Demanufacture.
- Fey: Fey (21 de marzo).
- Fobia: Amor chiquito.
- Foo Fighters: Big me.
- Frágil: Alunado.
- Garbage: Garbage.
- Gianluca Grignani: Destino paraíso.
- Gilda: Corazón Valiente
- Gloria Estefan: Abriendo puertas (26 de septiembre).
- Gloria Trevi: Si me llevas contigo (13 de noviembre).
- Green Day: Insomniac.
- Héroes del Silencio: Avalancha.
- Iced Earth: Burnt offerings.
- Illya Kuryaki and the Valderramas: Chaco.
- Intocable: Otro mundo.
- Iron Maiden: The X Factor.
- Janet Jackson: Design of a Decade 1986/1996
- Joe Satriani: Joe Satriani.
- José José: Mujeriego.
- Juan Gabriel: El México que se nos fue.
- Julio Iglesias: La carretera.
- Kairo: Gaudium
- Kamelot: Eternity.
- Kyuss: ...And the circus leaves town.
- La Ley: Invisible.
- Laura León: El premio mayor.
- Grupo Límite: Por puro amor.
- Los Chiches del Vallenato: Fábula de amor
- Los Diablitos: 10 años de historia de Omar Geles.
- Los Jaivas: Hijos de la tierra.
- Los Fabulosos Cadillacs: Rey azúcar.
- Los Piratas: Poligamia.
- Los Tigres del Norte: De película.
- Los Tigres del Norte: El ejemplo.
- Los Tinellers (Aventura): Trampa de amor.
- Los Tres: La espada & la pared.
- Los Tres: Los Tres MTV Unplugged.
- Los Prisioneros: Ni Por La Razón, Ni Por La Fuerza
- Lucybell: Peces.
- Lucero: Lazos de amor.
- Luis Miguel: El concierto (17 de octubre)
- Luz Casal: Como la flor prometida.
- Madonna: Something to remember.
- Madredeus: Ainda.
- Malice Mizer: Uruwashiki kamen no shotaijou (10 de diciembre)
- Malón: Espíritu combativo.
- Man Ray (banda): Piropo
- Maná: Cuando los ángeles lloran (25 de abril).
- Marc Antoine: Urban Gypsy.
- María Jiménez: Eres como eres.
- Mariah Carey: Daydream.
- Marilyn Manson: Smells like children.
- Marta Sánchez: Mi mundo
- Michael Jackson: HIStory: Past, Present and Future: Book I.
- The Misfits: Collection 2
- Miguel Bosé: Laberinto.
- Miguel Morales: Gracias mi gente.
- Miguel Ríos "Canciones de Amor Para Tiempos Difíciles".
- Miki González: Miki González.
- Miss Rosi: Cantando con Miss Rosi, Volumen 3.
- Morbid Angel: Domination.
- Morten Harket: Wild Seed
- Motörhead: Sacrifice.
- Musikit: Hello Musikit.
- Mr. Bungle: "Disco volante".
- Mylène Farmer: Anamorphosée.
- Myriam Hernández: Éxitos y recuerdos.
- Nach Scrath: D. E. P..
- No Doubt: The Beacon Street Collection (3 de marzo).
- No Doubt: Tragic Kingdom (10 de octubre).
- Onda Vaselina: Hoy.
- Oasis: (What's the Story) Morning Glory? (2 de octubre).
- Ol' Dirty Bastard: Return to the 36 chambers: the dirty version.
- Oomph!: Defekt.
- Patricia Manterola: Acapulco, cuerpo y alma.
- Paulina Rubio: El tiempo es oro (21 de marzo).
- Pedro Fernández: Pedro Fernández.
- Pedro Guerra: Golosinas.
- Pink Floyd: Pulse.
- Poligamia: Vueltas y vueltas
- Porcupine Tree: The Sky Moves Sideways.
- Queen: Made in Heaven.
- Radiohead: The Bends.
- Rainbow: Stranger in Us All.
- Rammstein: Herzeleid.
- Rancid: ...And Out Come the Wolves.
- Red Hot Chili Peppers: One Hot Minute.
- Ricardo Montaner: Viene del alma.
- Ricky Martin: A medio vivir (12 de septiembre).
- Robert Miles: Dreamland.
- Roberto Carlos: Amigo, não chore por ela.
- Rocío Dúrcal: Hay amores y amores.
- Los Rodríguez: Palabras más, palabras menos.
- Roxette: Rarities.
- Sandra: Fading Shades
- Scatman John: Scatman’s world.
- Selena: Dreaming of you (18 de julio). (Póstumo)
- Shakira: Pies descalzos (6 de octubre en Colombia).
- Simple Minds: God news from the next world.
- Simply Red: Life.
- Siniestro Total: Policlínico miserable.
- Siouxsie And The Banshees: The Rapture.
- Silverchair: Frogstomp.
- Slash's Snakepit: It's Five O'Clock Somewhere.
- Soda Stereo: Sueño Stereo.
- Sofiya Rotaru: Хуторянка.
- Souls of Mischief: No man's land (10 de octubre).
- Steve Vai: Alien love secrets.
- Sugar Ray: Lemonade and brownies.
- Tears for Fears: Raoul and the Kings of Spain.
- Tatiana: ¡Brinca!
- Tha Dogg Pound: Dogg food.
- Thalía: En éxtasis (1 de octubre).
- The Beatles: Anthology (vol. I).
- The Corrs: Forgiven not forgotten.
- The Chemical Brothers: Exit Planet Dust.
- The Smashing Pumpkins: Mellon Collie and the Infinite Sadness.
- Toto: Tambu.
- Uriah Heep: Sea of light.
- Vangelis: Voices.
- Van Halen: Balance
- Vader: De profundis.
- Varios Artistas: Working Class Hero: A Tribute to John Lennon.
- White Zombie: Astro-Creep: 2000.
- Viuda e Hijas de Roque Enroll: Telón de Creep.

## Premios Nobel
- Física: Martin Lewis Perl y Frederick Reines.[5]
- Química: Paul J. Crutzen, Mario Molina y Frank Sherwood Rowland.[5]
- Medicina: Edward B. Lewis, Christiane Nüsslein-Volhard y Eric Wieschaus.[5]
- Literatura: Seamus Heaney.[5]
- Paz: Joseph Rotblat y la Conferencia Pugwash.[5]
- Economía: Robert Lucas.[5]

## Premio Cervantes
- Camilo José Cela.[6]

## Conmemoraciones y fiestas
- 50° Aniversario de las Naciones Unidas[7]
- Centenario del nacimiento de Juan Domingo Perón, presidente argentino y fundador del peronismo.
- 2 de septiembre: se cumplen 50 años del fin de la segunda guerra mundial.